# Vinted
Vinted is een Litouwse online-marktplaats die in meer dan 20 landen actief is, waaronder België en Nederland. De website fungeert als een platform voor de koop en verkoop van tweedehands goederen, waaronder kleding en toebehoren.

## Geschiedenis
Het bedrijf werd in 2008 in Vilnius opgericht door Justas Janauskas, Mantas Mikuckas en Milda Mitkute. Tussen 2010 en 2012 werd een mobiele versie van de website gebouwd.
Toen het bedrijf in 2016 in financieel zwaar weer terecht was gekomen, werd de leiding overgenomen door Nederlander Thomas Plantenga. Hij wist het bedrijf winstgevend te maken. Eind 2019 had het bedrijf een marktwaarde van één miljard euro. In oktober 2020 kocht het bedrijf zijn Nederlandse branchegenoot United Wardrobe op.
In 2023 haalde het bedrijf een omzet van 596 miljoen euro en een winst van  17,8 miljoen euro.